# Mistrovství Evropy ve fotbale 2016 (soupisky)
Toto jsou soupisky jednotlivých zemí z Mistrovství Evropy ve fotbale 2016.
| Zlato                  | Stříbro            | Bronz              | Bronz            |
| ---------------------- | ------------------ | ------------------ | ---------------- |
| Portugalsko • Soupiska | Francie • Soupiska | Německo • Soupiska | Wales • Soupiska |

## Skupina A

### Francie
Hlavní trenér: Didier Deschamps

| Jméno               | Datum narození | Datum úmrtí | Klub                   |          |
| Brankáři            | Brankáři       | Brankáři    | Brankáři               | Brankáři |
| ------------------- | -------------- | ----------- | ---------------------- | -------- |
| Hugo Lloris –       | 26.12.1986     |             | Tottenham Hotspur FC   |          |
| Steve Mandanda      | 28.3.1985      |             | Olympique Marseille    |          |
| Benoît Costil       | 3.7.1987       |             | Stade Rennais FC       |          |
| Obránci             |                |             |                        |          |
| Christophe Jallet   | 31.10.1983     |             | Olympique Lyon         |          |
| Patrice Evra        | 15.5.1981      |             | Juventus FC            |          |
| Adil Rami           | 27.12.1985     |             | Sevilla FC             |          |
| Eliaquim Mangala    | 13.2.1991      |             | Manchester City FC     |          |
| Lucas Digne         | 20.7.1993      |             | AS Řím                 |          |
| Bacary Sagna        | 14.2.1983      |             | Manchester City FC     |          |
| Laurent Koscielny   | 10.9.1985      |             | Arsenal FC             |          |
| Samuel Umtiti       | 14.11.1993     |             | Olympique Lyon         |          |
| Záložníci           |                |             |                        |          |
| N'Golo Kanté        | 29.3.1991      |             | Leicester City FC      |          |
| Yohan Cabaye        | 14.1.1986      |             | Crystal Palace FC      |          |
| Dimitri Payet       | 29.3.1987      |             | West Ham United FC     |          |
| Morgan Schneiderlin | 8.11.1989      |             | Manchester United FC   |          |
| Blaise Matuidi      | 9.4.1987       |             | Paris Saint-Germain FC |          |
| Paul Pogba          | 15.3.1993      |             | Juventus FC            |          |
| Moussa Sissoko      | 16.8.1989      |             | Newcastle United FC    |          |
| Kingsley Coman      | 13.6.1996      |             | FC Bayern Mnichov      |          |
| Útočníci            |                |             |                        |          |
| Antoine Griezmann   | 21.3.1991      |             | Atlético Madrid        |          |
| Olivier Giroud      | 30.9.1986      |             | Arsenal FC             |          |
| André-Pierre Gignac | 5.12.1985      |             | Tigres UANL            |          |
| Anthony Martial     | 5.12.1995      |             | Manchester United FC   |          |

### Rumunsko
Hlavní trenér: Anghel Iordănescu

| Jméno              | Datum narození | Datum úmrtí | Klub                  |          |
| Brankáři           | Brankáři       | Brankáři    | Brankáři              | Brankáři |
| ------------------ | -------------- | ----------- | --------------------- | -------- |
| Ciprian Tătărușanu | 9.2.1986       |             | ACF Fiorentina        |          |
| Costel Pantilimon  | 1.2.1987       |             | Watford FC            |          |
| Silviu Lung        | 4.6.1989       |             | FC Astra Giurgiu      |          |
| Obránci            |                |             |                       |          |
| Răzvan Raț         | 26.5.1981      |             | Rayo Vallecano        |          |
| Vlad Chiricheș –   | 14.11.1989     |             | SSC Neapol            |          |
| Dragoș Grigore     | 7.9.1986       |             | Al-Sailiya SC         |          |
| Alexandru Mățel    | 17.10.1989     |             | GNK Dinamo Záhřeb     |          |
| Valerică Găman     | 25.2.1989      |             | FC Astra Giurgiu      |          |
| Cristian Săpunaru  | 5.4.1984       |             | CS Pandurii Târgu Jiu |          |
| Cosmin Moți        | 3.12.1984      |             | PFK Ludogorec Razgrad |          |
| Steliano Filip     | 15.5.1994      |             | Dinamo Bukurešť       |          |
| Záložníci          |                |             |                       |          |
| Gabriel Torje      | 22.11.1989     |             | Ankaraspor Kulübü     |          |
| Mihai Pintilii     | 9.11.1984      |             | Steaua Bukurešť       |          |
| Alexandru Chipciu  | 18.5.1989      |             | Steaua Bukurešť       |          |
| Ovidiu Hoban       | 27.12.1982     |             | Hapoel Beer Ševa FC   |          |
| Lucian Sânmărtean  | 13.3.1980      |             | Al Ittihad FC         |          |
| Adrian Popa        | 24.7.1988      |             | Steaua Bukurešť       |          |
| Andrei Prepeliță   | 8.12.1985      |             | PFK Ludogorec Razgrad |          |
| Nicolae Stanciu    | 7.5.1993       |             | Steaua Bukurešť       |          |
| Útočníci           |                |             |                       |          |
| Bogdan Stancu      | 28.6.1987      |             | Gençlerbirliği SK     |          |
| Claudiu Keșerü     | 2.12.1986      |             | PFK Ludogorec Razgrad |          |
| Florin Andone      | 11.4.1993      |             | Córdoba CF            |          |
| Denis Alibec       | 5.1.1991       |             | FC Astra Giurgiu      |          |

### Albánie
Hlavní trenér: Gianni De Biasi

| Jméno            | Datum narození | Datum úmrtí | Klub                   |          |
| Brankáři         | Brankáři       | Brankáři    | Brankáři               | Brankáři |
| ---------------- | -------------- | ----------- | ---------------------- | -------- |
| Etrit Berisha    | 10.3.1989      |             | SS Lazio               |          |
| Orges Shehi      | 25.9.1977      |             | KF Skënderbeu Korçë    |          |
| Alban Hoxha      | 23.11.1987     |             | KF Partizani           |          |
| Obránci          |                |             |                        |          |
| Andi Lila        | 12.2.1986      |             | PAS Giannina           |          |
| Ermir Lenjani    | 5.8.1989       |             | FC Nantes              |          |
| Elseid Hysaj     | 20.2.1994      |             | SSC Neapol             |          |
| Lorik Cana –     | 27.7.1983      |             | FC Nantes              |          |
| Frédéric Veseli  | 20.11.1992     |             | FC Lugano              |          |
| Ansi Agolli      | 11.10.1982     |             | FK Karabach            |          |
| Mërgim Mavraj    | 9.6.1986       |             | 1. FC Köln             |          |
| Naser Aliji      | 27.11.1993     |             | FC Basilej             |          |
| Arlind Ajeti     | 25.9.1993      |             | Frosinone Calcio       |          |
| Záložníci        |                |             |                        |          |
| Migjen Basha     | 5.1.1987       |             | Como 1907              |          |
| Ledian Memushaj  | 7.12.1986      |             | Delfino Pescara 1936   |          |
| Shkelzen Gashi   | 15.7.1988      |             | Colorado Rapids        |          |
| Burim Kukeli     | 16.1.1984      |             | FC Curych              |          |
| Taulant Xhaka    | 28.3.1991      |             | FC Basilej             |          |
| Ergys Kaçe       | 8.7.1993       |             | PAOK Soluň             |          |
| Odise Roshi      | 22.5.1991      |             | HNK Rijeka             |          |
| Amir Abrashi     | 27.3.1990      |             | SC Freiburg            |          |
| Útočníci         |                |             |                        |          |
| Armando Sadiku   | 27.5.1991      |             | FC Vaduz               |          |
| Sokol Cikalleshi | 27.7.1990      |             | İstanbul Başakşehir FK |          |
| Bekim Balaj      | 12.1.1991      |             | HNK Rijeka             |          |

### Švýcarsko
Hlavní trenér: Vladimir Petkovič

| Jméno                  | Datum narození | Datum úmrtí | Klub                     |          |
| Brankáři               | Brankáři       | Brankáři    | Brankáři                 | Brankáři |
| ---------------------- | -------------- | ----------- | ------------------------ | -------- |
| Marwin Hitz            | 18.9.1987      |             | FC Augsburg              |          |
| Roman Bürki            | 14.11.1990     |             | Borussia Dortmund        |          |
| Yann Sommer            | 17.12.1988     |             | Borussia Mönchengladbach |          |
| Obránci                |                |             |                          |          |
| Fabian Schär           | 20.12.1991     |             | TSG 1899 Hoffenheim      |          |
| Francois Moubandje     | 21.6.1990      |             | Toulouse FC              |          |
| Johan Djourou          | 18.1.1987      |             | Hamburger SV             |          |
| Michael Lang           | 8.2.1991       |             | FC Basilej               |          |
| Nico Elvedi            | 30.9.1996      |             | Borussia Mönchengladbach |          |
| Ricardo Rodríguez      | 25.8.1992      |             | Wolfsburg                |          |
| Stephan Lichtsteiner – | 16.1.1984      |             | Juventus FC              |          |
| Steve von Bergen       | 10.6.1983      |             | BSC Young Boys           |          |
| Záložníci              |                |             |                          |          |
| Blerim Džemaili        | 12.4.1986      |             | Janov CFC                |          |
| Denis Zakaria          | 20.11.1996     |             | BSC Young Boys           |          |
| Fabian Frei            | 8.1.1989       |             | 1. FSV Mainz 05          |          |
| Gelson Fernandes       | 2.9.1986       |             | Stade Rennais FC         |          |
| Granit Xhaka           | 27.9.1992      |             | Arsenal FC               |          |
| Valon Behrami          | 19.4.1985      |             | Watford FC               |          |
| Xherdan Shaqiri        | 10.10.1991     |             | Stoke City FC            |          |
| Útočníci               |                |             |                          |          |
| Admir Mehmedi          | 16.3.1991      |             | Bayer 04 Leverkusen      |          |
| Breel Embolo           | 14.2.1997      |             | FC Schalke 04            |          |
| Eren Derdiyok          | 12.6.1988      |             | Kasımpaşa SK             |          |
| Haris Seferović        | 22.2.1992      |             | Eintracht Frankfurt      |          |
| Shani Tarashaj         | 7.2.1995       |             | Grasshopper Club Zürich  |          |

## Skupina B

### Anglie
Hlavní trenér: Roy Hodgson

| Jméno            | Datum narození | Datum úmrtí | Klub                 |          |
| Brankáři         | Brankáři       | Brankáři    | Brankáři             | Brankáři |
| ---------------- | -------------- | ----------- | -------------------- | -------- |
| Joe Hart         | 19.4.1987      |             | Manchester City FC   |          |
| Fraser Forster   | 17.3.1988      |             | Southampton FC       |          |
| Tom Heaton       | 15.4.1986      |             | Burnley FC           |          |
| Obránci          |                |             |                      |          |
| Kyle Walker      | 28.5.1990      |             | Tottenham Hotspur FC |          |
| Danny Rose       | 2.7.1990       |             | Tottenham Hotspur FC |          |
| Gary Cahill      | 19.12.1985     |             | Chelsea FC           |          |
| Chris Smalling   | 22.11.1989     |             | Manchester United FC |          |
| Nathaniel Clyne  | 5.4.1991       |             | Liverpool FC         |          |
| John Stones      | 28.5.1994      |             | Everton FC           |          |
| Ryan Bertrand    | 5.8.1989       |             | Southampton FC       |          |
| Záložníci        |                |             |                      |          |
| James Milner     | 4.1.1986       |             | Liverpool FC         |          |
| Raheem Sterling  | 8.12.1994      |             | Manchester City FC   |          |
| Adam Lallana     | 10.5.1988      |             | Liverpool FC         |          |
| Jordan Henderson | 17.6.1990      |             | Liverpool FC         |          |
| Eric Dier        | 15.1.1994      |             | Tottenham Hotspur FC |          |
| Jack Wilshere    | 1.1.1992       |             | Arsenal FC           |          |
| Ross Barkley     | 5.12.1993      |             | Everton FC           |          |
| Dele Alli        | 11.4.1996      |             | Tottenham Hotspur FC |          |
| Útočníci         |                |             |                      |          |
| Harry Kane       | 28.7.1993      |             | Tottenham Hotspur FC |          |
| Wayne Rooney –   | 24.10.1985     |             | Manchester United FC |          |
| Jamie Vardy      | 11.1.1987      |             | Leicester City FC    |          |
| Daniel Sturridge | 1.9.1989       |             | Liverpool FC         |          |
| Marcus Rashford  | 31.10.1997     |             | Manchester United FC |          |

### Rusko
Hlavní trenér: Leonid Viktorovič Sluckij

| Jméno                    | Datum narození | Datum úmrtí | Klub                |          |
| Brankáři                 | Brankáři       | Brankáři    | Brankáři            | Brankáři |
| ------------------------ | -------------- | ----------- | ------------------- | -------- |
| Igor Akinfejev           | 8.4.1986       |             | PFK CSKA Moskva     |          |
| Guilherme Alvim Marinato | 12.12.1985     |             | FK Lokomotiv Moskva |          |
| Jurij Lodygin            | 26.5.1990      |             | Zenit Petrohrad     |          |
| Obránci                  |                |             |                     |          |
| Alexej Berezuckij        | 20.6.1982      |             | PFK CSKA Moskva     |          |
| Vasilij Berezuckij       | 20.6.1982      |             | PFK CSKA Moskva     |          |
| Sergej Ignaševič         | 14.7.1979      |             | PFK CSKA Moskva     |          |
| Dmitrij Kombarov         | 22.1.1987      |             | FK Spartak Moskva   |          |
| Roman Neustädter         | 18.2.1988      |             | FC Schalke 04       |          |
| Georgij Ščennikov        | 27.4.1991      |             | PFK CSKA Moskva     |          |
| Roman Šiškin             | 27.1.1987      |             | FK Lokomotiv Moskva |          |
| Igor Smolnikov           | 8.8.1988       |             | Zenit Petrohrad     |          |
| Záložníci                |                |             |                     |          |
| Artur Jusupov            | 1.9.1989       |             | Zenit Petrohrad     |          |
| Děnis Glušakov           | 27.1.1987      |             | FK Spartak Moskva   |          |
| Alexandr Golovin         | 30.5.1996      |             | PFK CSKA Moskva     |          |
| Oleg Ivanov              | 4.8.1986       |             | RFK Achmat Groznyj  |          |
| Pavel Mamajev            | 17.9.1988      |             | FK Krasnodar        |          |
| Alexandr Samedov         | 19.7.1984      |             | FK Lokomotiv Moskva |          |
| Oleg Šatov               | 29.7.1990      |             | Zenit Petrohrad     |          |
| Roman Širokov –          | 6.7.1981       |             | PFK CSKA Moskva     |          |
| Dmitrij Torbinskij       | 28.4.1984      |             | FK Krasnodar        |          |
| Útočníci                 |                |             |                     |          |
| Arťom Dzjuba             | 22.8.1988      |             | Zenit Petrohrad     |          |
| Alexandr Kokorin         | 19.3.1991      |             | Zenit Petrohrad     |          |
| Fjodor Smolov            | 9.2.1990       |             | FK Krasnodar        |          |

### Slovensko
Hlavní trenér: Ján Kozák st.

| Jméno            | Datum narození | Datum úmrtí | Klub                 |          |
| Brankáři         | Brankáři       | Brankáři    | Brankáři             | Brankáři |
| ---------------- | -------------- | ----------- | -------------------- | -------- |
| Matúš Kozáčik    | 27.12.1983     |             | FC Viktoria Plzeň    |          |
| Ján Mucha        | 5.12.1982      |             | ŠK Slovan Bratislava |          |
| Ján Novota       | 29.11.1983     |             | SK Rapid Vídeň       |          |
| Obránci          |                |             |                      |          |
| Peter Pekarík    | 30.10.1986     |             | Hertha BSC           |          |
| Milan Škriniar   | 11.2.1995      |             | Sampdoria Janov      |          |
| Martin Škrtel –  | 15.12.1984     |             | Liverpool FC         |          |
| Norbert Gyömbér  | 3.7.1992       |             | AS Řím               |          |
| Ján Ďurica       | 10.12.1981     |             | FK Lokomotiv Moskva  |          |
| Kornel Saláta    | 24.1.1985      |             | ŠK Slovan Bratislava |          |
| Tomáš Hubočan    | 17.9.1985      |             | Olympique Marseille  |          |
| Dušan Švento     | 1.8.1985       |             | 1. FC Köln           |          |
| Záložníci        |                |             |                      |          |
| Viktor Pečovský  | 24.5.1983      |             | MŠK Žilina           |          |
| Juraj Kucka      | 26.2.1987      |             | AC Milán             |          |
| Patrik Hrošovský | 22.4.1992      |             | FC Viktoria Plzeň    |          |
| Ján Greguš       | 29.1.1991      |             | FC Kodaň             |          |
| Róbert Mak       | 8.3.1991       |             | PAOK FC              |          |
| Marek Hamšík     | 27.7.1987      |             | SSC Neapol           |          |
| Ondrej Duda      | 5.12.1994      |             | Legia Warszawa       |          |
| Vladimír Weiss   | 30.11.1989     |             | Al-Gharafa SC        |          |
| Miroslav Stoch   | 19.10.1989     |             | Bursaspor            |          |
| Útočníci         |                |             |                      |          |
| Adam Nemec       | 2.9.1985       |             | Willem II Tilburg    |          |
| Michal Ďuriš     | 1.6.1988       |             | FC Viktoria Plzeň    |          |
| Stanislav Šesták | 16.12.1982     |             | Ferencváros Budapešť |          |

### Wales
Hlavní trenér: Chris Coleman

| Jméno                   | Datum narození | Datum úmrtí | Klub                            |          |
| Brankáři                | Brankáři       | Brankáři    | Brankáři                        | Brankáři |
| ----------------------- | -------------- | ----------- | ------------------------------- | -------- |
| Wayne Hennessey         | 24.1.1987      |             | Crystal Palace FC               |          |
| Owain Fôn Williams      | 17.3.1987      |             | Inverness Caledonian Thistle FC |          |
| Danny Ward              | 22.6.1993      |             | Liverpool FC                    |          |
| Obránci                 |                |             |                                 |          |
| Chris Gunter            | 21.7.1989      |             | Reading FC                      |          |
| Neil Taylor             | 7.2.1989       |             | Swansea City AFC                |          |
| Ben Davies              | 24.4.1993      |             | Tottenham Hotspur FC            |          |
| James Chester           | 23.1.1989      |             | West Bromwich Albion FC         |          |
| Ashley Williams –       | 23.8.1984      |             | Swansea City AFC                |          |
| Jazz Richards           | 12.4.1991      |             | Fulham FC                       |          |
| James Michael Collins   | 23.8.1983      |             | West Ham United FC              |          |
| Záložníci               |                |             |                                 |          |
| Joe Allen               | 14.3.1990      |             | Liverpool FC                    |          |
| Andrew Philip King      | 29.10.1988     |             | Leicester City FC               |          |
| Aaron Ramsey            | 26.12.1990     |             | Arsenal FC                      |          |
| David Alexander Edwards | 3.2.1986       |             | Wolverhampton Wanderers FC      |          |
| Joe Ledley              | 21.1.1987      |             | Crystal Palace FC               |          |
| David Cotterill         | 4.12.1987      |             | Birmingham City FC              |          |
| Jonathan Williams       | 9.10.1993      |             | Milton Keynes Dons FC           |          |
| David Owen Vaughan      | 18.2.1983      |             | Nottingham Forest FC            |          |
| Útočníci                |                |             |                                 |          |
| Hal Robson-Kanu         | 21.5.1989      |             | bez angažmá                     |          |
| Gareth Bale             | 16.7.1989      |             | Real Madrid                     |          |
| George Williams         | 7.9.1995       |             | Gillingham FC                   |          |
| Sam Vokes               | 21.10.1989     |             | Burnley FC                      |          |
| Simon Church            | 10.12.1988     |             | Aberdeen FC                     |          |

## Skupina C

### Německo
Hlavní trenér: Joachim Löw

| Jméno                    | Datum narození | Datum úmrtí | Klub                 |          |
| Brankáři                 | Brankáři       | Brankáři    | Brankáři             | Brankáři |
| ------------------------ | -------------- | ----------- | -------------------- | -------- |
| Manuel Neuer             | 27.3.1986      |             | FC Bayern Mnichov    |          |
| Bernd Leno               | 4.3.1992       |             | Bayer 04 Leverkusen  |          |
| Marc-André ter Stegen    | 30.4.1992      |             | FC Barcelona         |          |
| Obránci                  |                |             |                      |          |
| Shkodran Mustafi         | 17.4.1992      |             | Valencia CF          |          |
| Jonas Hector             | 27.5.1990      |             | 1. FC Köln           |          |
| Benedikt Höwedes         | 29.2.1988      |             | FC Schalke 04        |          |
| Mats Hummels             | 16.12.1988     |             | FC Bayern Mnichov    |          |
| Emre Can                 | 12.1.1994      |             | Liverpool FC         |          |
| Jonathan Tah             | 11. 2. 1996    |             | Bayer 04 Leverkusen  |          |
| Jérôme Boateng           | 3.9.1988       |             | FC Bayern Mnichov    |          |
| Záložníci                |                |             |                      |          |
| Sami Khedira             | 4.4.1987       |             | Juventus FC          |          |
| Bastian Schweinsteiger – | 1.8.1984       |             | Manchester United FC |          |
| Mesut Özil               | 15.10.1988     |             | Arsenal FC           |          |
| André Schürrle           | 6.11.1990      |             | VfL Wolfsburg        |          |
| Lukas Podolski           | 4.6.1985       |             | Galatasaray SK       |          |
| Julian Draxler           | 20.9.1993      |             | VfL Wolfsburg        |          |
| Julian Weigl             | 8.9.1995       |             | Borussia Dortmund    |          |
| Toni Kroos               | 4.1.1990       |             | Real Madrid          |          |
| Joshua Kimmich           | 8.2.1995       |             | FC Bayern Mnichov    |          |
| Útočníci                 |                |             |                      |          |
| Thomas Müller            | 13.9.1989      |             | FC Bayern Mnichov    |          |
| Mario Götze              | 3.6.1992       |             | FC Bayern Mnichov    |          |
| Leroy Sané               | 11.1.1996      |             | FC Schalke 04        |          |
| Mario Gómez              | 10.7.1985      |             | Beşiktaş JK          |          |

### Ukrajina
Hlavní trenér: Michajlo Fomenko

| Jméno               | Datum narození | Datum úmrtí | Klub               |          |
| Brankáři            | Brankáři       | Brankáři    | Brankáři           | Brankáři |
| ------------------- | -------------- | ----------- | ------------------ | -------- |
| Denys Bojko         | 29.1.1988      |             | Besiktas Istanbul  |          |
| Andrij Pjatov       | 28.6.1984      |             | FK Šachtar Doněck  |          |
| Mykyta Ševčenko     | 26.1.1993      |             | FK Zorja Luhansk   |          |
| Obránci             |                |             |                    |          |
| Bohdan Butko        | 13.1.1991      |             | FK Amkar Perm      |          |
| Jevhen Chačeridi    | 28.7.1987      |             | FK Dynamo Kyjev    |          |
| Oleksandr Kučer     | 22.10.1982     |             | FK Šachtar Doněck  |          |
| Vjačeslav Ševčuk –  | 13.5.1979      |             | FK Šachtar Doněck  |          |
| Arťom Fedeckij      | 26.4.1985      |             | FK Dnipro          |          |
| Jaroslav Rakickij   | 3.8.1989       |             | FK Šachtar Doněck  |          |
| Záložníci           |                |             |                    |          |
| Anatolij Tymoščuk   | 30.3.1979      |             | FK Kajrat Almaty   |          |
| Taras Stěpaněnko    | 8.8.1989       |             | FK Šachtar Doněck  |          |
| Andrij Jarmolenko   | 23.10.1989     |             | FK Dynamo Kyjev    |          |
| Viktor Kovalenko    | 14.2.1996      |             | FK Šachtar Doněck  |          |
| Jevhen Konopljanka  | 29.9.1989      |             | Sevilla FC         |          |
| Ruslan Rotaň        | 29.10.1981     |             | FK Dnipro          |          |
| Serhij Sydorčuk     | 2.5.1991       |             | FK Dynamo Kyjev    |          |
| Serhij Rybalka      | 1.4.1990       |             | FK Dynamo Kyjev    |          |
| Denys Harmaš        | 19.4.1990      |             | FK Dynamo Kyjev    |          |
| Olexandr Zinčenko   | 15.12.1996     |             | FK Ufa             |          |
| Oleksandr Karavajev | 2.6.1992       |             | FK Zorja Luhansk   |          |
| Útočníci            |                |             |                    |          |
| Roman Zozulja       | 17.11.1989     |             | FK Dnipro          |          |
| Jevgenij Selezňov   | 20.7.1985      |             | FK Kubáň Krasnodar |          |
| Pylyp Budkivskij    | 10.3.1992      |             | FK Zorja Luhansk   |          |

### Polsko
Hlavní trenér: Adam Nawałka

| Jméno                | Datum narození | Datum úmrtí | Klub              |          |
| Brankáři             | Brankáři       | Brankáři    | Brankáři          | Brankáři |
| -------------------- | -------------- | ----------- | ----------------- | -------- |
| Wojciech Szczęsny    | 18.4.1990      |             | AS Řím            |          |
| Artur Boruc          | 20.2.1980      |             | AFC Bournemouth   |          |
| Łukasz Fabiański     | 18.4.1985      |             | Swansea City AFC  |          |
| Obránci              |                |             |                   |          |
| Thiago Rangel Cionek | 21.4.1986      |             | Palermo FC        |          |
| Artur Jędrzejczyk    | 4.11.1987      |             | Legia Warszawa    |          |
| Bartosz Salamon      | 1.5.1991       |             | Cagliari Calcio   |          |
| Jakub Wawrzyniak     | 7.7.1983       |             | Lechia Gdańsk     |          |
| Kamil Glik           | 3.2.1988       |             | Turín FC          |          |
| Łukasz Piszczek      | 3.6.1985       |             | Borussia Dortmund |          |
| Michał Pazdan        | 21.9.1987      |             | Legia Warszawa    |          |
| Záložníci            |                |             |                   |          |
| Krzysztof Mączyński  | 23.5.1987      |             | Wisla Krakov      |          |
| Tomasz Jodlowiec     | 22.3.1985      |             | Legia Warszawa    |          |
| Karol Linetty        | 2.2.1995       |             | Lech Poznań       |          |
| Kamil Grosicki       | 8.6.1988       |             | Stade Rennais FC  |          |
| Sławomir Peszko      | 19.2.1985      |             | Lechia Gdańsk     |          |
| Piotr Zieliński      | 20.5.1994      |             | Empoli FC         |          |
| Jakub Błaszczykowski | 14.12.1985     |             | ACF Fiorentina    |          |
| Bartosz Kapustka     | 23.12.1996     |             | Cracovia Krakov   |          |
| Grzegorz Krychowiak  | 29.1.1990      |             | Sevilla FC        |          |
| Filip Starzyński     | 27.5.1991      |             | Zagłębie Lubin    |          |
| Útočníci             |                |             |                   |          |
| Arkadiusz Milik      | 28.2.1994      |             | AFC Ajax          |          |
| Mariusz Stepinski    | 12.5.1995      |             | Ruch Chorzów      |          |
| Robert Lewandowski – | 21.8.1988      |             | FC Bayern Mnichov |          |

### Severní Irsko
Hlavní trenér: Michael O´Neill

| Jméno            | Datum narození | Datum úmrtí | Klub                    |          |
| Brankáři         | Brankáři       | Brankáři    | Brankáři                | Brankáři |
| ---------------- | -------------- | ----------- | ----------------------- | -------- |
| Michael McGovern | 12.7.1984      |             | Hamilton Academical FC  |          |
| Roy Carroll      | 30.9.1977      |             | Notts County FC         |          |
| Alan Mannus      | 19.5.1982      |             | St. Johnstone FC        |          |
| Obránci          |                |             |                         |          |
| Conor McLaughlin | 26.7.1991      |             | Fleetwood Town FC       |          |
| Gareth McAuley   | 5.12.1979      |             | West Bromwich Albion FC |          |
| Jonny Evans      | 3.1.1988       |             | West Bromwich Albion FC |          |
| Luke McCullough  | 15.2.1994      |             | Doncaster Rovers FC     |          |
| Patrick McNair   | 27.4.1995      |             | Manchester United FC    |          |
| Aaron Hughes     | 8.11.1979      |             | Melbourne City FC       |          |
| Craig Cathcart   | 6.2.1989       |             | Watford FC              |          |
| Lee Hodson       | 2.10.1991      |             | Milton Keynes Dons FC   |          |
| Chris Baird      | 25.2.1982      |             | Derby County FC         |          |
| Záložníci        |                |             |                         |          |
| Shane Ferguson   | 12.7.1991      |             | Millwall FC             |          |
| Niall McGinn     | 20.7.1987      |             | Aberdeen FC             |          |
| Steven Davis –   | 1.1.1985       |             | Southampton FC          |          |
| Corry Evans      | 30.7.1990      |             | Blackburn Rovers FC     |          |
| Stuart Dallas    | 19.4.1991      |             | Leeds United FC         |          |
| Oliver Norwood   | 12.4.1991      |             | Reading FC              |          |
| Jamie Ward       | 12.5.1986      |             | Nottingham Forest FC    |          |
| Útočníci         |                |             |                         |          |
| Will Grigg       | 3.7.1991       |             | Wigan Athletic FC       |          |
| Kyle Lafferty    | 21.7.1987      |             | Norwich City FC         |          |
| Conor Washington | 18.5.1992      |             | Queens Park Rangers FC  |          |
| Josh Magennis    | 15.8.1990      |             | Kilmarnock FC           |          |

## Skupina D

### Chorvatsko
Hlavní trenér: Ante Čačić

| Jméno               | Datum narození | Datum úmrtí | Klub                |          |
| Brankáři            | Brankáři       | Brankáři    | Brankáři            | Brankáři |
| ------------------- | -------------- | ----------- | ------------------- | -------- |
| Ivan Vargić         | 15.3.1987      |             | HNK Rijeka          |          |
| Lovre Kalinić       | 3.4.1990       |             | HNK Hajduk Split    |          |
| Danijel Subašić     | 27.10.1984     |             | AS Monaco FC        |          |
| Obránci             |                |             |                     |          |
| Šime Vrsaljko       | 10.1.1992      |             | US Sassuolo Calcio  |          |
| Ivan Strinić        | 17.7.1987      |             | SSC Neapol          |          |
| Vedran Ćorluka      | 5.2.1986       |             | FK Lokomotiv Moskva |          |
| Tin Jedvaj          | 28.11.1995     |             | Bayer 04 Leverkusen |          |
| Darijo Srna –       | 1.5.1982       |             | FK Šachtar Doněck   |          |
| Gordon Schildenfeld | 18.3.1985      |             | GNK Dinamo Záhřeb   |          |
| Domagoj Vida        | 29.4.1989      |             | FK Dynamo Kyjev     |          |
| Záložníci           |                |             |                     |          |
| Ivan Perišić        | 2.2.1989       |             | Inter Milán         |          |
| Ivan Rakitić        | 10.3.1988      |             | FC Barcelona        |          |
| Mateo Kovačić       | 6.5.1994       |             | Real Madrid         |          |
| Luka Modrić         | 9.9.1985       |             | Real Madrid         |          |
| Marcelo Brozović    | 16.11.1992     |             | Inter Milán         |          |
| Marko Rog           | 19.7.1995      |             | GNK Dinamo Záhřeb   |          |
| Ante Čorić          | 14.4.1997      |             | GNK Dinamo Záhřeb   |          |
| Milan Badelj        | 25.2.1989      |             | Hamburger SV        |          |
| Útočníci            |                |             |                     |          |
| Andrej Kramarić     | 19.6.1991      |             | TSG 1899 Hoffenheim |          |
| Nikola Kalinić      | 5.1.1988       |             | ACF Fiorentina      |          |
| Mario Mandžukić     | 21.5.1986      |             | Juventus FC         |          |
| Marko Pjaca         | 6.5.1995       |             | GNK Dinamo Záhřeb   |          |
| Duje Čop            | 1.2.1990       |             | Málaga CF           |          |

### Česko
Hlavní trenér: Pavel Vrba

| Jméno                  | Datum narození | Datum úmrtí                     | Klub                      |
| Brankáři               | Brankáři       | Brankáři                        | Brankáři                  |
| ---------------------- | -------------- | ------------------------------- | ------------------------- |
| Petr Čech              | 20.5.1982      |                                 | Arsenal FC                |
| Tomáš Vaclík           | 29.3.1989      |                                 | FC Basilej                |
| Tomáš Koubek           | 26.8.1992      |                                 | AC Sparta Praha           |
| Obránci                |                |                                 |                           |
| Theodor Gebre Selassie | 24.12.1986     |                                 | Werder Brémy              |
| Pavel Kadeřábek        | 25.4.1992      |                                 | TSG 1899 Hoffenheim       |
| Michal Kadlec          | 13.12.1984     |                                 | AC Sparta Praha           |
| Tomáš Sivok            | 15.9.1983      |                                 | Bursaspor                 |
| Roman Hubník           | 6.6.1984       |                                 | FC Viktoria Plzeň         |
| Marek Suchý            | 29.3.1988      |                                 | FC Basilej                |
| Daniel Pudil           | 27.9.1985      |                                 | Sheffield Wednesday FC    |
| David Limberský        | 6.10.1983      |                                 | FC Viktoria Plzeň         |
| Záložníci              |                |                                 |                           |
| Bořek Dočkal           | 30.9.1988      |                                 | AC Sparta Praha           |
| Vladimír Darida        | 8.8.1990       |                                 | Hertha BSC                |
| Tomáš Rosický –        | 4.10.1980      |                                 | bez angažmá               |
| Jaroslav Plašil        | 5.1.1982       |                                 | Girondins Bordeaux        |
| David Pavelka          | 18.5.1991      |                                 | Kasımpaşa SK              |
| Daniel Kolář           | 27.10.1985     |                                 | FC Viktoria Plzeň         |
| Ladislav Krejčí        | 5.7.1992       |                                 | Bologna FC 1909           |
| Jiří Skalák            | 12.3.1992      |                                 | Brighton & Hove Albion FC |
| Josef Šural            | 30.5.1990      | 29. dubna 2019 (ve věku 28 let) | AC Sparta Praha           |
| Útočníci               |                |                                 |                           |
| Tomáš Necid            | 13.8.1989      |                                 | Bursaspor                 |
| David Lafata           | 18.9.1981      |                                 | AC Sparta Praha           |
| Milan Škoda            | 16.1.1986      |                                 | SK Slavia Praha           |

### Španělsko
Hlavní trenér: Vicente del Bosque

| Jméno             | Datum narození | Datum úmrtí | Klub                 |          |
| Brankáři          | Brankáři       | Brankáři    | Brankáři             | Brankáři |
| ----------------- | -------------- | ----------- | -------------------- | -------- |
| Iker Casillas –   | 20.5.1981      |             | FC Porto             |          |
| David de Gea      | 7.11.1990      |             | Manchester United FC |          |
| Sergio Rico       | 1.9.1993       |             | Betis Sevilla        |          |
| Obránci           |                |             |                      |          |
| César Azpilicueta | 28.8.1989      |             | Chelsea FC           |          |
| Gerard Piqué      | 2.2.1987       |             | FC Barcelona         |          |
| Marc Bartra       | 15.1.1991      |             | Borussia Dortmund    |          |
| Héctor Bellerín   | 10.3.1995      |             | Arsenal FC           |          |
| Sergio Ramos      | 30.3.1986      |             | Real Madrid          |          |
| Juanfran          | 9.1.1985       |             | Atlético Madrid      |          |
| Mikel San José    | 30.5.1989      |             | Athletic Bilbao      |          |
| Jordi Alba        | 21.3.1989      |             | FC Barcelona         |          |
| Záložníci         |                |             |                      |          |
| Sergio Busquets   | 16.7.1988      |             | FC Barcelona         |          |
| Andrés Iniesta    | 11.5.1984      |             | FC Barcelona         |          |
| Koke              | 8.1.1992       |             | Atlético Madrid      |          |
| Lucas Vázquez     | 1.7.1991       |             | Real Madrid          |          |
| Cesc Fàbregas     | 4.5.1987       |             | Chelsea FC           |          |
| Pedro             | 28.7.1987      |             | Chelsea FC           |          |
| Thiago Alcântara  | 11.4.1991      |             | FC Bayern Mnichov    |          |
| Bruno Soriano     | 12.6.1984      |             | Villarreal CF        |          |
| David Silva       | 8.1.1986       |             | Manchester City FC   |          |
| Útočníci          |                |             |                      |          |
| Álvaro Morata     | 23.10.1992     |             | Real Madrid          |          |
| Aritz Aduriz      | 11.2.1981      |             | Athletic Bilbao      |          |
| Nolito            | 15.10.1986     |             | Celta de Vigo        |          |

### Turecko
Hlavní trenér: Fatih Terim

| Jméno            | Datum narození | Datum úmrtí                     | Klub                   |          |
| Brankáři         | Brankáři       | Brankáři                        | Brankáři               | Brankáři |
| ---------------- | -------------- | ------------------------------- | ---------------------- | -------- |
| Volkan Babacan   | 11.8.1988      |                                 | İstanbul Başakşehir FK |          |
| Onur Kıvrak      | 1.1.1988       |                                 | Trabzonspor            |          |
| Harun Tekin      | 17.6.1989      |                                 | Bursaspor              |          |
| Obránci          |                |                                 |                        |          |
| Hakan Balta      | 23.3.1983      |                                 | Galatasaray SK         |          |
| Ahmet Çalık      | 26.2.1994      | 11. ledna 2022 (ve věku 27 let) | Gençlerbirliği SK      |          |
| Gökhan Gönül     | 4.1.1985       |                                 | Fenerbahçe SK          |          |
| Semih Kaya       | 24.2.1991      |                                 | Galatasaray SK         |          |
| Ismail Köybasi   | 10.7.1989      |                                 | Beşiktaş JK            |          |
| Sener Özbayrakli | 23.1.1990      |                                 | Fenerbahçe SK          |          |
| Caner Erkin      | 4.10.1988      |                                 | Fenerbahçe SK          |          |
| Mehmet Topal     | 3.3.1986       |                                 | Fenerbahçe SK          |          |
| Záložníci        |                |                                 |                        |          |
| Nuri Şahin       | 5.9.1988       |                                 | Borussia Dortmund      |          |
| Hakan Çalhanoğlu | 8.2.1994       |                                 | Bayer 04 Leverkusen    |          |
| Arda Turan –     | 30.1.1987      |                                 | FC Barcelona           |          |
| Ozan Tufan       | 23.3.1995      |                                 | Fenerbahçe SK          |          |
| Selçuk İnan      | 10.2.1985      |                                 | Galatasaray SK         |          |
| Yunus Mallı      | 24.2.1992      |                                 | 1. FSV Mainz 05        |          |
| Oğuzhan Özyakup  | 23.9.1992      |                                 | Beşiktaş JK            |          |
| Olcay Şahan      | 26.5.1987      |                                 | Beşiktaş JK            |          |
| Volkan Şen       | 7.7.1987       |                                 | Fenerbahçe SK          |          |
| Útočníci         |                |                                 |                        |          |
| Emre Mor         | 24.7.1997      |                                 | Borussia Dortmund      |          |
| Cenk Tosun       | 7.6.1991       |                                 | Beşiktaş JK            |          |
| Burak Yılmaz     | 15.7.1985      |                                 | Peking Guoan           |          |

## Skupina E

### Belgie
Hlavní trenér: Marc Wilmots

| Jméno                | Datum narození | Datum úmrtí | Klub                     |          |
| Brankáři             | Brankáři       | Brankáři    | Brankáři                 | Brankáři |
| -------------------- | -------------- | ----------- | ------------------------ | -------- |
| Thibaut Courtois     | 11.5.1992      |             | Chelsea FC               |          |
| Simon Mignolet       | 6.3.1988       |             | Liverpool FC             |          |
| Jean-François Gillet | 31.5.1979      |             | KV Mechelen              |          |
| Obránci              |                |             |                          |          |
| Toby Alderweireld    | 2.3.1989       |             | Tottenham Hotspur FC     |          |
| Thomas Vermaelen     | 14.11.1985     |             | FC Barcelona             |          |
| Jan Vertonghen       | 24.4.1987      |             | Tottenham Hotspur FC     |          |
| Jason Denayer        | 28.6.1995      |             | Galatasaray SK           |          |
| Thomas Meunier       | 12.9.1991      |             | Club Brugge KV           |          |
| Christian Kabasele   | 24.2.1991      |             | KRC Genk                 |          |
| Jordan Lukaku        | 25.7.1994      |             | KV Oostende              |          |
| Laurent Ciman        | 5.8.1985       |             | Club de Foot Montréal    |          |
| Záložníci            |                |             |                          |          |
| Radja Nainggolan     | 4.5.1988       |             | AS Řím                   |          |
| Axel Witsel          | 12.1.1989      |             | FK Zenit Sankt-Petěrburg |          |
| Kevin De Bruyne      | 28.6.1991      |             | Manchester City FC       |          |
| Marouane Fellaini    | 22.11.1987     |             | Manchester United FC     |          |
| Eden Hazard –        | 7.1.1991       |             | Chelsea FC               |          |
| Yannick Carrasco     | 4.9.1993       |             | Atlético Madrid          |          |
| Moussa Dembélé       | 16.7.1987      |             | Tottenham Hotspur FC     |          |
| Útočníci             |                |             |                          |          |
| Romelu Lukaku        | 13.5.1993      |             | Everton FC               |          |
| Dries Mertens        | 6.5.1987       |             | SSC Neapol               |          |
| Divock Origi         | 18.4.1995      |             | Liverpool FC             |          |
| Christian Benteke    | 3.12.1990      |             | Liverpool FC             |          |
| Michy Batshuayi      | 2.10.1993      |             | Olympique Marseille      |          |

### Itálie
Hlavní trenér: Antonio Conte

| Jméno                 | Datum narození | Datum úmrtí | Klub                   |          |
| Brankáři              | Brankáři       | Brankáři    | Brankáři               | Brankáři |
| --------------------- | -------------- | ----------- | ---------------------- | -------- |
| Gianluigi Buffon –    | 28.1.1978      |             | Juventus FC            |          |
| Salvatore Sirigu      | 12.1.1987      |             | Paris Saint-Germain FC |          |
| Federico Marchetti    | 7.2.1983       |             | SS Lazio               |          |
| Obránci               |                |             |                        |          |
| Mattia De Sciglio     | 20.10.1992     |             | AC Milán               |          |
| Giorgio Chiellini     | 14.8.1984      |             | Juventus FC            |          |
| Matteo Darmian        | 2.12.1989      |             | Manchester United FC   |          |
| Angelo Ogbonna        | 23.5.1988      |             | West Ham United FC     |          |
| Andrea Barzagli       | 8.5.1981       |             | Juventus FC            |          |
| Leonardo Bonucci      | 1.5.1987       |             | Juventus FC            |          |
| Záložníci             |                |             |                        |          |
| Antonio Candreva      | 28.2.1987      |             | SS Lazio               |          |
| Alessandro Florenzi   | 11.3.1991      |             | AS Řím                 |          |
| Thiago Motta          | 28.8.1982      |             | Paris Saint-Germain FC |          |
| Stefano Sturaro       | 9.3.1993       |             | Juventus FC            |          |
| Daniele De Rossi      | 24.7.1983      |             | AS Řím                 |          |
| Marco Parolo          | 25.1.1985      |             | SS Lazio               |          |
| Federico Bernardeschi | 16.2.1994      |             | ACF Fiorentina         |          |
| Stephan El Shaarawy   | 27.10.1992     |             | AS Řím                 |          |
| Emanuele Giaccherini  | 5.5.1985       |             | Bologna FC 1909        |          |
| Útočníci              |                |             |                        |          |
| Simone Zaza           | 25.6.1991      |             | Juventus FC            |          |
| Graziano Pellè        | 15.7.1985      |             | Southampton FC         |          |
| Ciro Immobile         | 20.2.1990      |             | Turín FC               |          |
| Éder                  | 15.11.1986     |             | Inter Milán            |          |
| Lorenzo Insigne       | 4.6.1991       |             | SSC Neapol             |          |

### Irsko
Hlavní trenér: Martin O´Neill

| Jméno            | Datum narození | Datum úmrtí | Klub                    |          |
| Brankáři         | Brankáři       | Brankáři    | Brankáři                | Brankáři |
| ---------------- | -------------- | ----------- | ----------------------- | -------- |
| Keiren Westwood  | 23.10.1984     |             | Sheffield Wednesday FC  |          |
| Shay Given       | 20.4.1976      |             | Stoke City FC           |          |
| Darren Randolph  | 12.5.1987      |             | West Ham United FC      |          |
| Obránci          |                |             |                         |          |
| Séamus Coleman   | 11.10.1988     |             | Everton FC              |          |
| Ciaran Clark     | 26.9.1989      |             | Aston Villa FC          |          |
| John O'Shea      | 30.4.1981      |             | Sunderland AFC          |          |
| Richard Keogh    | 11.8.1986      |             | Derby County FC         |          |
| Shane Duffy      | 1.1.1992       |             | Blackburn Rovers FC     |          |
| Cyrus Christie   | 30.9.1992      |             | Derby County FC         |          |
| Stephen Ward     | 20.8.1985      |             | Burnley FC              |          |
| Záložníci        |                |             |                         |          |
| Robbie Brady     | 14.1.1992      |             | Norwich City FC         |          |
| Glenn Whelan     | 13.1.1984      |             | Stoke City FC           |          |
| Aiden McGeady    | 4.4.1986       |             | Sheffield Wednesday FC  |          |
| James McCarthy   | 12.11.1990     |             | Everton FC              |          |
| James McClean    | 22.4.1989      |             | West Bromwich Albion FC |          |
| Jeff Hendrick    | 31.1.1992      |             | Derby County FC         |          |
| David Meyler     | 29.5.1989      |             | Hull City AFC           |          |
| Wes Hoolahan     | 20.5.1982      |             | Norwich City FC         |          |
| Stephen Quinn    | 1.4.1986       |             | Reading FC              |          |
| Útočníci         |                |             |                         |          |
| Shane Long       | 22.1.1987      |             | Southampton FC          |          |
| Robbie Keane –   | 8.7.1980       |             | Los Angeles Galaxy      |          |
| Jonathan Walters | 20.9.1983      |             | Stoke City FC           |          |
| Daryl Murphy     | 15.3.1983      |             | Ipswich Town FC         |          |

### Švédsko
Hlavní trenér: Erik Hamrén

| Jméno                | Datum narození | Datum úmrtí | Klub                    |          |
| Brankáři             | Brankáři       | Brankáři    | Brankáři                | Brankáři |
| -------------------- | -------------- | ----------- | ----------------------- | -------- |
| Andreas Isaksson     | 3.10.1981      |             | Kasımpaşa SK            |          |
| Robin Olsen          | 8.1.1990       |             | FC Kodaň                |          |
| Patrik Carlgren      | 8.1.1992       |             | AIK Stockholm           |          |
| Obránci              |                |             |                         |          |
| Mikael Lustig        | 13.12.1986     |             | Celtic FC               |          |
| Erik Johansson       | 30.12.1988     |             | FC Kodaň                |          |
| Andreas Granqvist    | 16.4.1985      |             | FK Krasnodar            |          |
| Martin Olsson        | 17.5.1988      |             | Norwich City FC         |          |
| Pontus Jansson       | 13.2.1991      |             | Turín FC                |          |
| Victor Lindelöf      | 17.7.1994      |             | Benfica Lisabon         |          |
| Ludwig Augustinsson  | 21.4.1994      |             | FC Kodaň                |          |
| Záložníci            |                |             |                         |          |
| Emil Forsberg        | 23.10.1991     |             | RB Leipzig              |          |
| Sebastian Larsson    | 6.6.1985       |             | Sunderland AFC          |          |
| Albin Ekdal          | 28.7.1989      |             | Hamburger SV            |          |
| Kim Källström        | 24.8.1982      |             | Grasshopper Club Zürich |          |
| Oscar Hiljemark      | 28.6.1992      |             | Palermo FC              |          |
| Pontus Wernbloom     | 25.6.1986      |             | PFK CSKA Moskva         |          |
| Oscar Lewicki        | 14.7.1992      |             | Malmö FF                |          |
| Jimmy Durmaz         | 22.3.1989      |             | Olympiakos Pireus       |          |
| Erkan Zengin         | 5.8.1985       |             | Trabzonspor             |          |
| Útočníci             |                |             |                         |          |
| Zlatan Ibrahimović – | 3.10.1981      |             | Manchester United       |          |
| Marcus Berg          | 17.8.1986      |             | Panathinaikos FC        |          |
| Emir Kujovic         | 22.6.1988      |             | IFK Norrköping          |          |
| John Guidetti        | 15.4.1992      |             | Celta de Vigo           |          |

## Skupina F

### Portugalsko
Hlavní trenér: Fernando Santos

| Jméno                         | Datum narození | Datum úmrtí | Klub              |          |
| Brankáři                      | Brankáři       | Brankáři    | Brankáři          | Brankáři |
| ----------------------------- | -------------- | ----------- | ----------------- | -------- |
| Rui Patrício                  | 15.2.1988      |             | Sporting Lisabon  |          |
| Anthony Lopes                 | 1.10.1990      |             | Olympique Lyon    |          |
| Eduardo Carvalho              | 19.9.1982      |             | GNK Dinamo Záhřeb |          |
| Obránci                       |                |             |                   |          |
| Bruno Alves                   | 27.11.1981     |             | Fenerbahçe SK     |          |
| Pepe                          | 26.2.1983      |             | Real Madrid       |          |
| José Fonte                    | 22.12.1983     |             | Southampton FC    |          |
| Raphaël Guerreiro             | 22.12.1993     |             | FC Lorient        |          |
| Ricardo Carvalho              | 18.5.1978      |             | AS Monaco FC      |          |
| Eliseu                        | 1.10.1983      |             | Benfica Lisabon   |          |
| Cédric Soares                 | 31.8.1991      |             | Southampton FC    |          |
| Záložníci                     |                |             |                   |          |
| Vieirinha                     | 24.1.1986      |             | VfL Wolfsburg     |          |
| João Moutinho                 | 8.9.1986       |             | AS Monaco FC      |          |
| João Mário                    | 19.1.1993      |             | Sporting Lisabon  |          |
| Danilo Pereira                | 9.9.1991       |             | FC Porto          |          |
| William Carvalho              | 7.4.1992       |             | Sporting Lisabon  |          |
| André Gomes                   | 30.7.1993      |             | Valencia CF       |          |
| Renato Sanches                | 18.8.1997      |             | FC Bayern Mnichov |          |
| Adrien Silva                  | 15.3.1989      |             | Sporting Lisabon  |          |
| Rafa Silva                    | 17.5.1993      |             | SC Braga          |          |
| Útočníci                      |                |             |                   |          |
| Cristiano Ronaldo –           | 5.2.1985       |             | Real Madrid       |          |
| Éderzito António Macedo Lopes | 22.12.1987     |             | Lille OSC         |          |
| Nani                          | 17.11.1986     |             | Fenerbahçe SK     |          |
| Ricardo Quaresma              | 26.9.1983      |             | Beşiktaş JK       |          |

### Island
Hlavní trenér: Heimir Hallgrímsson, Lars Lagerbäck

| Jméno                     | Datum narození | Datum úmrtí | Klub                 |          |
| Brankáři                  | Brankáři       | Brankáři    | Brankáři             | Brankáři |
| ------------------------- | -------------- | ----------- | -------------------- | -------- |
| Hannes Þór Halldórsson    | 27.4.1984      |             | FK Bodø/Glimt        |          |
| Ögmundur Kristinsson      | 19.6.1989      |             | Hammarby IF          |          |
| Ingvar Jónsson            | 18.10.1989     |             | Sandefjord Fotball   |          |
| Obránci                   |                |             |                      |          |
| Birkir Már Sævarsson      | 11.11.1984     |             | Hammarby IF          |          |
| Haukur Heiðar Hauksson    | 1.9.1991       |             | AIK Stockholm        |          |
| Hjörtur Hermannsson       | 8.2.1995       |             | IFK Göteborg         |          |
| Sverrir Ingi Ingason      | 5.8.1993       |             | KSC Lokeren          |          |
| Ragnar Sigurðsson         | 19.6.1986      |             | FK Krasnodar         |          |
| Kári Árnason              | 13.10.1982     |             | Malmö FF             |          |
| Hördur Björgvin Magnússon | 11.2.1993      |             | Cesena FC            |          |
| Ari Freyr Skúlason        | 14.5.1987      |             | Odense BK            |          |
| Záložníci                 |                |             |                      |          |
| Jóhann Berg Guðmundsson   | 27.10.1990     |             | Charlton Athletic FC |          |
| Birkir Bjarnason          | 27.5.1988      |             | FC Basilej           |          |
| Gylfi Þór Sigerðsson      | 8.9.1989       |             | Swansea City AFC     |          |
| Rúnar Már Sigurjónsson    | 18.6.1990      |             | GIF Sundsvall        |          |
| Aron Gunnarsson –         | 22.4.1989      |             | Cardiff City FC      |          |
| Theodór Elmar Bjarnason   | 4.3.1987       |             | Aarhus GF            |          |
| Emil Hallfreðsson         | 29.6.1984      |             | Udinese Calcio       |          |
| Arnór Ingvi Traustason    | 30.4.1993      |             | IFK Norrköping       |          |
| Útočníci                  |                |             |                      |          |
| Kolbeinn Sigþórsson       | 14.3.1990      |             | FC Nantes            |          |
| Alfreð Finnbogason        | 1.2.1989       |             | FC Augsburg          |          |
| Jón Daði Böðvarsson       | 25.5.1992      |             | 1. FC Kaiserslautern |          |
| Eiður Guðjohnsen          | 17.9.1978      |             | Molde FK             |          |

### Rakousko
Hlavní trenér: Marcel Koller

| Jméno                 | Datum narození | Datum úmrtí | Klub                     |          |
| Brankáři              | Brankáři       | Brankáři    | Brankáři                 | Brankáři |
| --------------------- | -------------- | ----------- | ------------------------ | -------- |
| Robert Almer          | 20.3.1984      |             | FK Austria Vídeň         |          |
| Heinz Lindner         | 17.7.1990      |             | Eintracht Frankfurt      |          |
| Ramazan Özcan         | 28.6.1984      |             | FC Ingolstadt 04         |          |
| Obránci               |                |             |                          |          |
| György Garics         | 8.3.1984       |             | SV Darmstadt 98          |          |
| Aleksandar Dragović   | 6.3.1991       |             | FK Dynamo Kyjev          |          |
| Martin Hinteregger    | 7.9.1992       |             | Borussia Mönchengladbach |          |
| Christian Fuchs –     | 7.4.1986       |             | Leicester City FC        |          |
| Markus Suttner        | 16.4.1987      |             | FC Ingolstadt 04         |          |
| Sebastian Prödl       | 21.6.1987      |             | Watford FC               |          |
| Kevin Wimmer          | 15.11.1992     |             | Tottenham Hotspur FC     |          |
| Florian Klein         | 17.11.1986     |             | VfB Stuttgart            |          |
| Záložníci             |                |             |                          |          |
| Stefan Ilsanker       | 18.5.1989      |             | 1. FC Lokomotive Leipzig |          |
| Marko Arnautović      | 19.4.1989      |             | Stoke City FC            |          |
| David Alaba           | 24.6.1992      |             | FC Bayern Mnichov        |          |
| Zlatko Junuzović      | 26.9.1987      |             | Werder Brémy             |          |
| Martin Harnik         | 10.6.1987      |             | VfB Stuttgart            |          |
| Julian Baumgartlinger | 2.1.1988       |             | 1. FSV Mainz 05          |          |
| Alessandro Schöpf     | 7.2.1994       |             | FC Schalke 04            |          |
| Marcel Sabitzer       | 17.3.1994      |             | 1. FC Lokomotive Leipzig |          |
| Jakob Jantscher       | 8.1.1989       |             | FC Luzern                |          |
| Útočníci              |                |             |                          |          |
| Rubin Okotie          | 6.5.1987       |             | TSV 1860 München         |          |
| Lukas Hinterseer      | 28.3.1991      |             | FC Ingolstadt 04         |          |
| Marc Janko            | 25.6.1983      |             | FC Basilej               |          |

### Maďarsko
Hlavní trenér: Bernd Storck

| Jméno               | Datum narození | Datum úmrtí | Klub                 |          |
| Brankáři            | Brankáři       | Brankáři    | Brankáři             | Brankáři |
| ------------------- | -------------- | ----------- | -------------------- | -------- |
| Gábor Király        | 1.4.1976       |             | Szombathely Haladas  |          |
| Dénes Dibusz        | 16.11.1990     |             | Ferencváros Budapešť |          |
| Péter Gulácsi       | 6.5.1990       |             | RB Leipzig           |          |
| Obránci             |                |             |                      |          |
| Ádám Lang           | 17.1.1993      |             | Videoton FC          |          |
| Mihály Korhut       | 1.12.1988      |             | Debreceni VSC        |          |
| Tamás Kádár         | 14.3.1990      |             | Lech Poznań          |          |
| Attila Fiola        | 17.2.1990      |             | Puskás Akadémia FC   |          |
| Richárd Guzmics     | 16.4.1987      |             | Wisla Krakov         |          |
| Barnabás Bese       | 6.5.1994       |             | MTK Budapešť         |          |
| Roland Juhász       | 1.7.1983       |             | Videoton FC          |          |
| Záložníci           |                |             |                      |          |
| Ákos Elek           | 21.7.1988      |             | Diósgyőri VTK        |          |
| Balázs Dzsudzsák –  | 23.12.1986     |             | Bursaspor            |          |
| Ádám Nagy           | 17.5.1995      |             | Ferencváros Budapešť |          |
| Zoltán Gera         | 22.4.1979      |             | Ferencváros Budapešť |          |
| Gergő Lovrencsics   | 1.9.1988       |             | Lech Poznań          |          |
| László Kleinheisler | 8.4.1994       |             | Werder Brémy         |          |
| Ádám Pintér         | 12.6.1988      |             | Ferencváros Budapešť |          |
| Zoltán Stieber      | 16.10.1988     |             | 1. FC Norimberk      |          |
| Útočníci            |                |             |                      |          |
| Ádám Szalai         | 9.12.1987      |             | Hannover 96          |          |
| Krisztian Németh    | 5.1.1989       |             | Al-Gharafa SC        |          |
| Dániel Böde         | 24.10.1986     |             | Ferencváros Budapešť |          |
| Nemanja Nikolić     | 31.12.1987     |             | Legia Warszawa       |          |
| Tamás Priskin       | 27.9.1986      |             | ŠK Slovan Bratislava |          |